# Casbas de Jaca
Casbas ist ein spanischer Ort in der Provinz Huesca der Autonomen Gemeinschaft Aragonien. Casbas gehört zur Gemeinde Biescas. Das Dorf in den Pyrenäen liegt auf 1163 Meter Höhe und ist seit 1991 unbewohnt.
Casbas liegt etwa drei Kilometer südlich von Biescas.

## Geschichte
Der Ort wurde im Jahr 1036 erstmals urkundlich erwähnt.

## Sehenswürdigkeiten
- Kirche Santiago el Mayor, erbaut im 17./18. Jahrhundert